# 貝切韋
49°22′4″N 34°4′57″E / 49.36778°N 34.08250°E
貝切韋（羅馬化：Becheve）是烏克蘭中部的村莊，隸屬波爾塔瓦州的波爾塔瓦區。該村距離大科貝利亞喬克1公里，面積0.719平方公里，海拔高度118米，2001年人口30。